# Areca abdulrahmanii
Areca abdulrahmanii är en enhjärtbladig växtart som beskrevs av John Dransfield. Areca abdulrahmanii ingår i släktet Areca och familjen Arecaceae. Inga underarter finns listade i Catalogue of Life.